# Mortes em julho de 2018
Mortes em 2018: ← Janeiro – Fevereiro – Março – Abril – Maio – Junho – Julho – Agosto – Setembro – Outubro – Novembro – Dezembro →
Esta é uma relação de pessoas notáveis que morreram durante o mês de julho de 2018, listando nome, nacionalidade, ocupação e ano de nascimento.

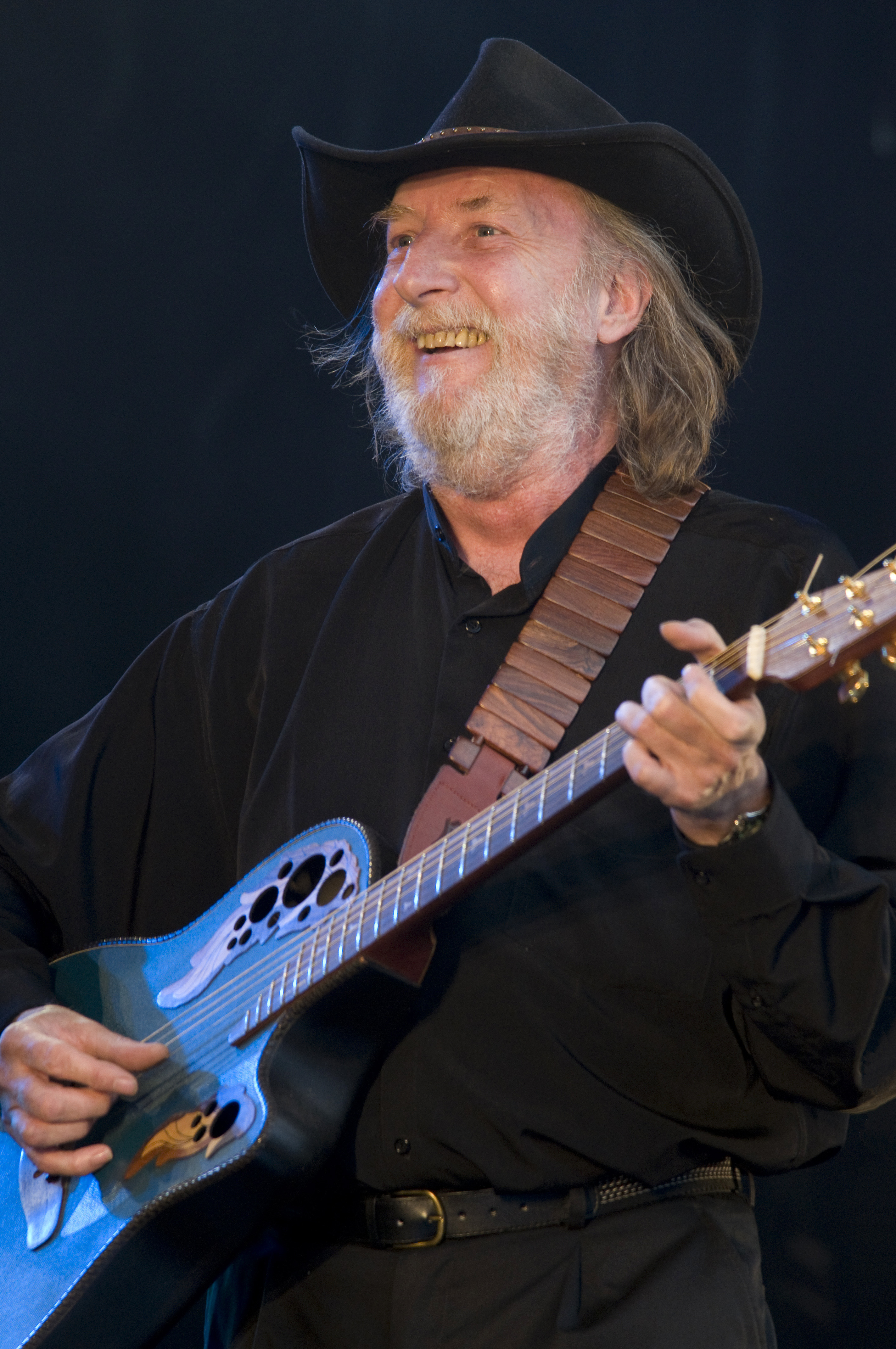
François Corbier, cantor francês.

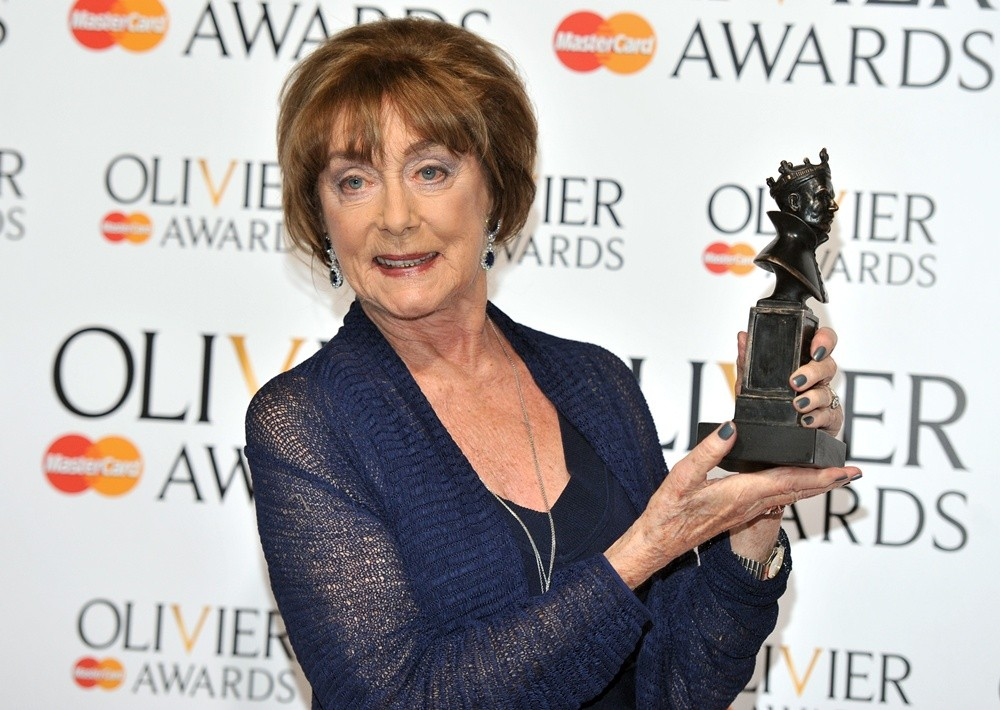
Gillian Lynne, bailarina britânica.

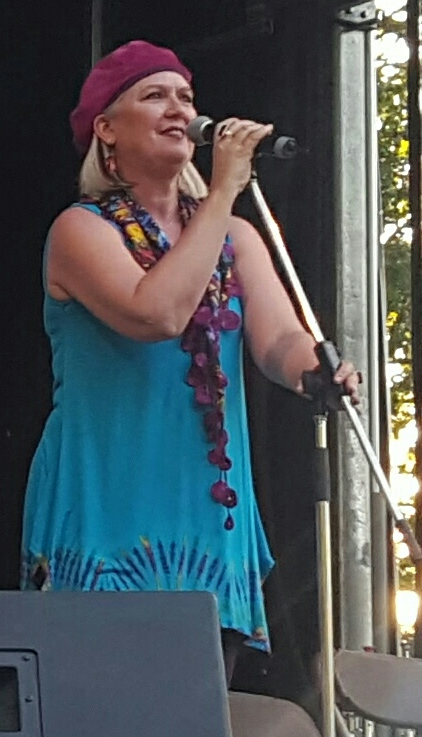
Carmen Campagne, cantora canadense.

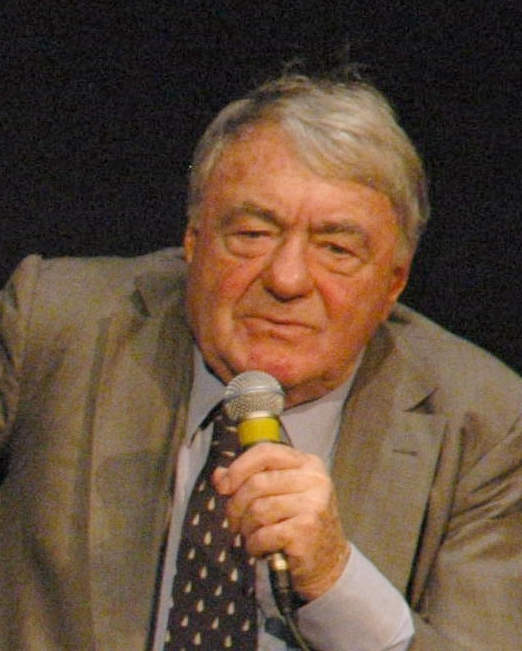
Claude Lanzmann, cineasta francês.

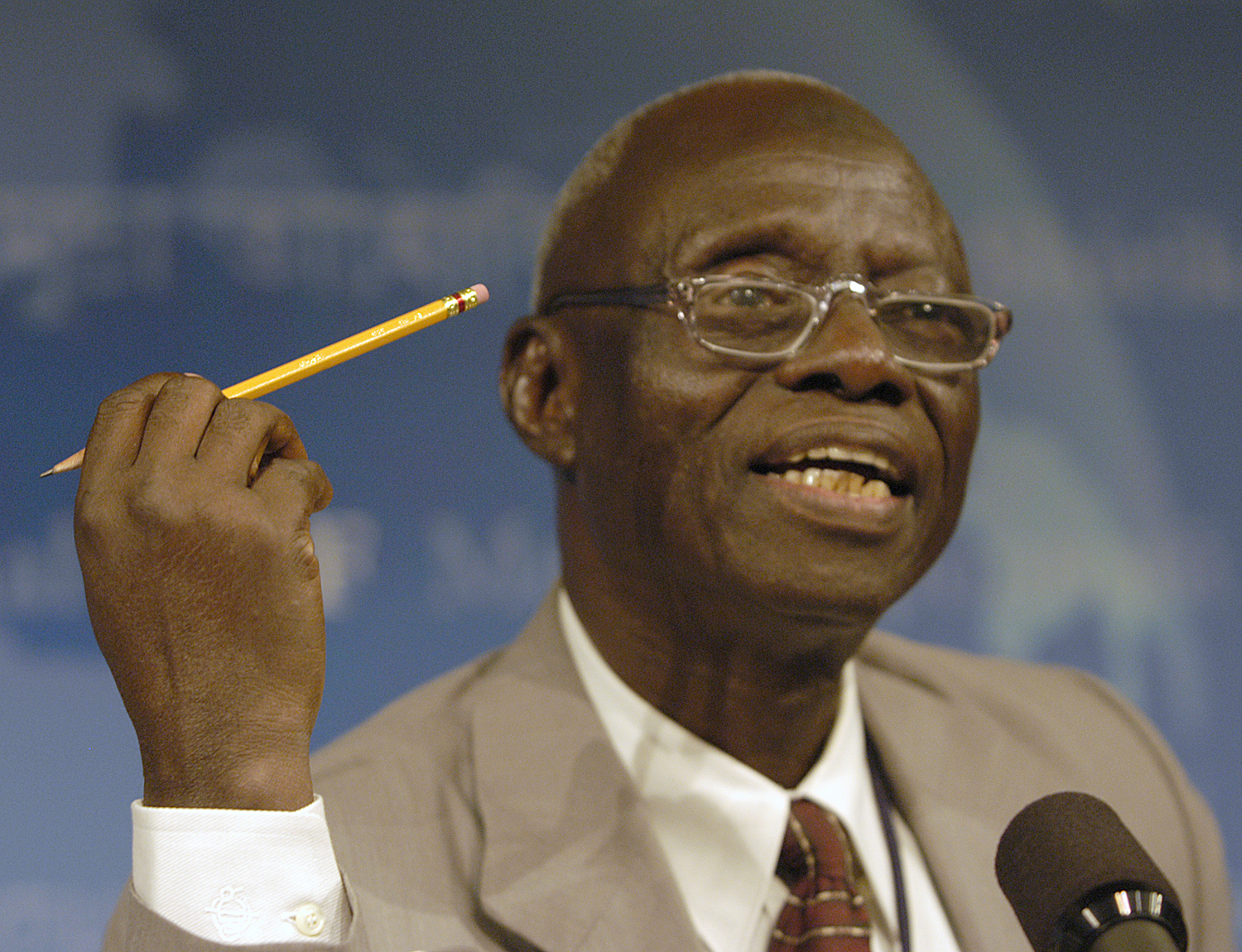
Adamu Ciroma, político nigeriano.

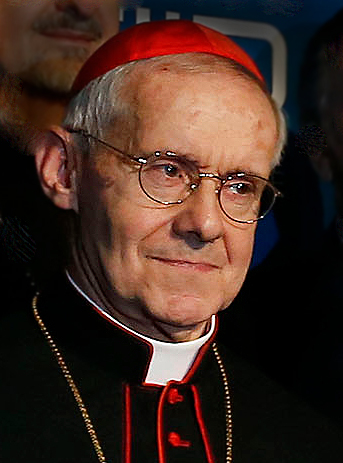
Jean-Louis Pierre Tauran, cardeal francês.

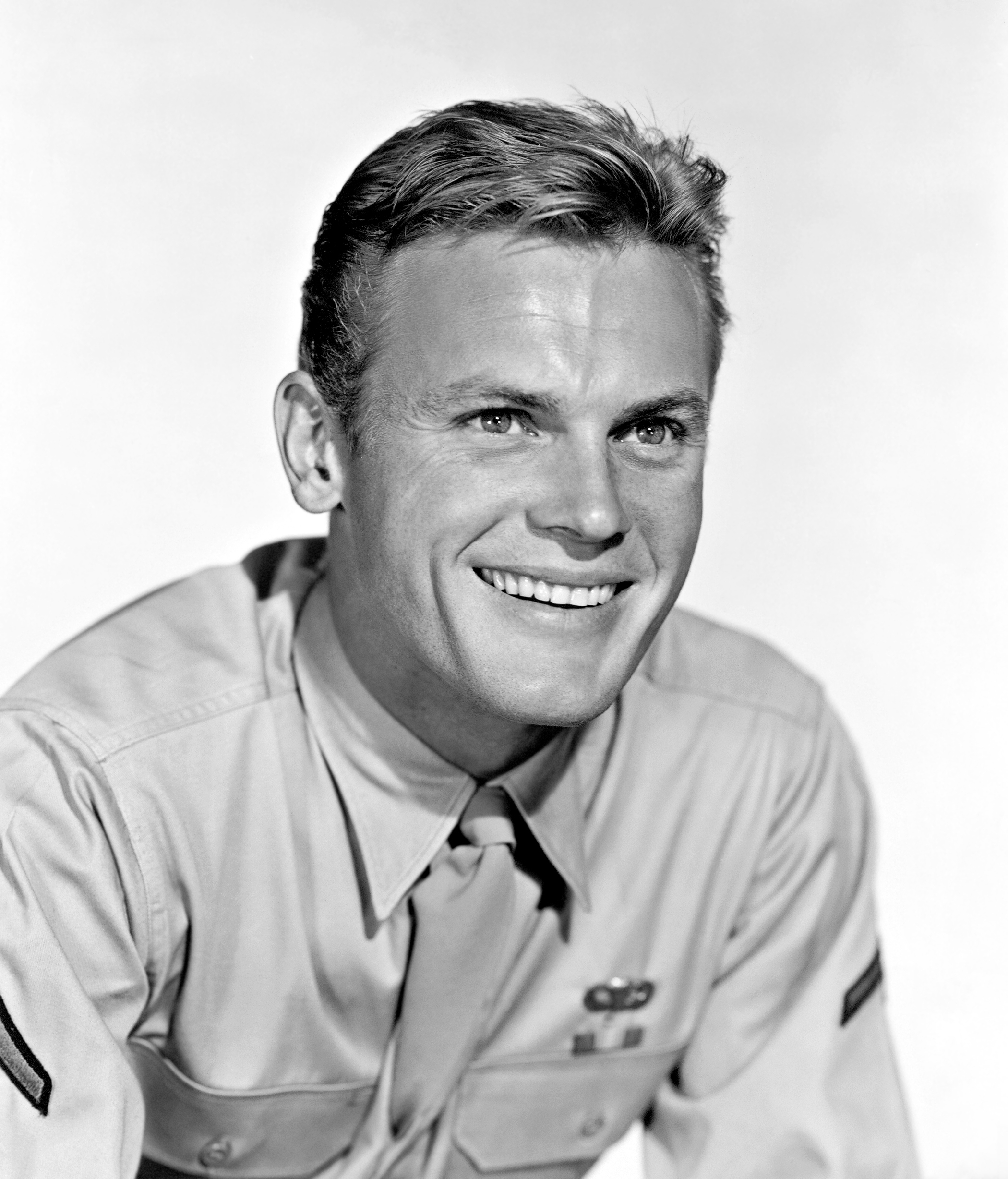
Tab Hunter, ator e cantor estadunidense.

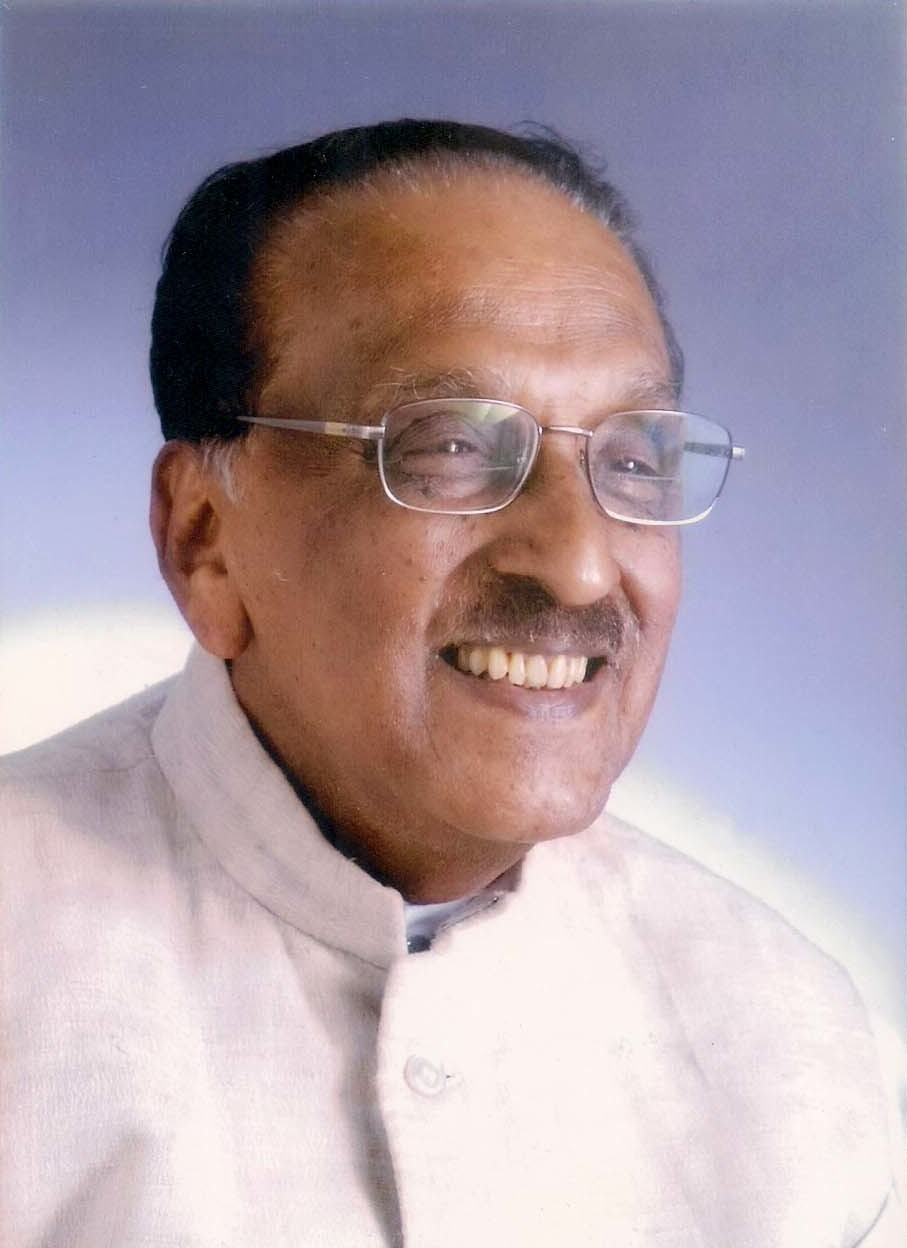
M.M Jacon, político indiano.

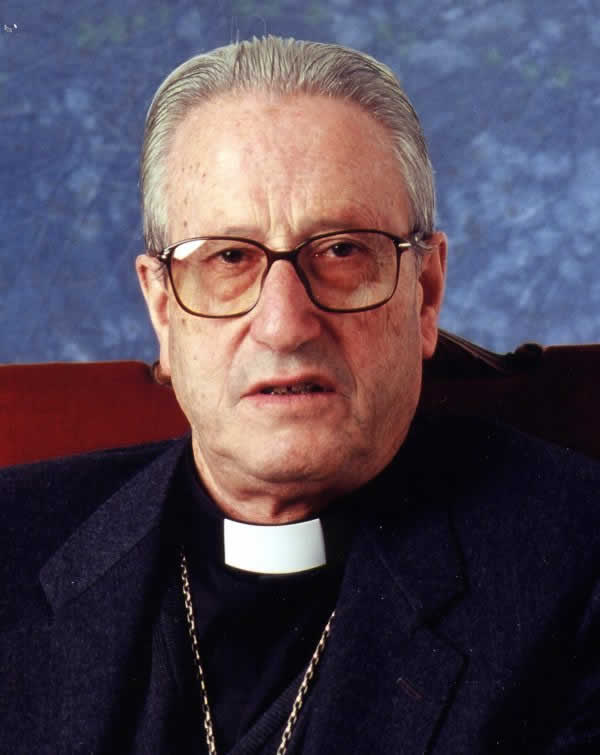
José María Stetíén, bispo espanhol.

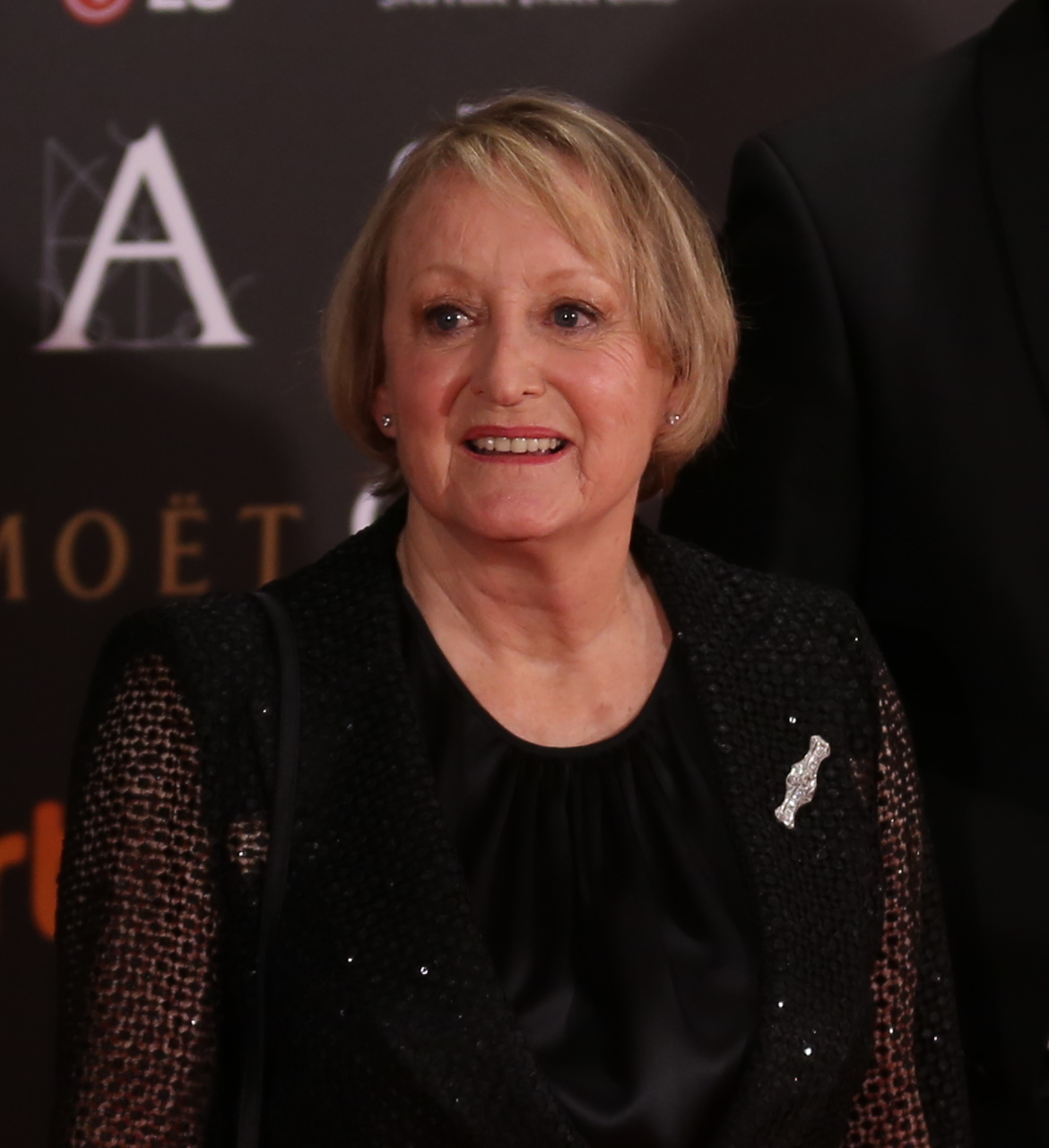
Yvonne Blake, figurinista hispano-britânica

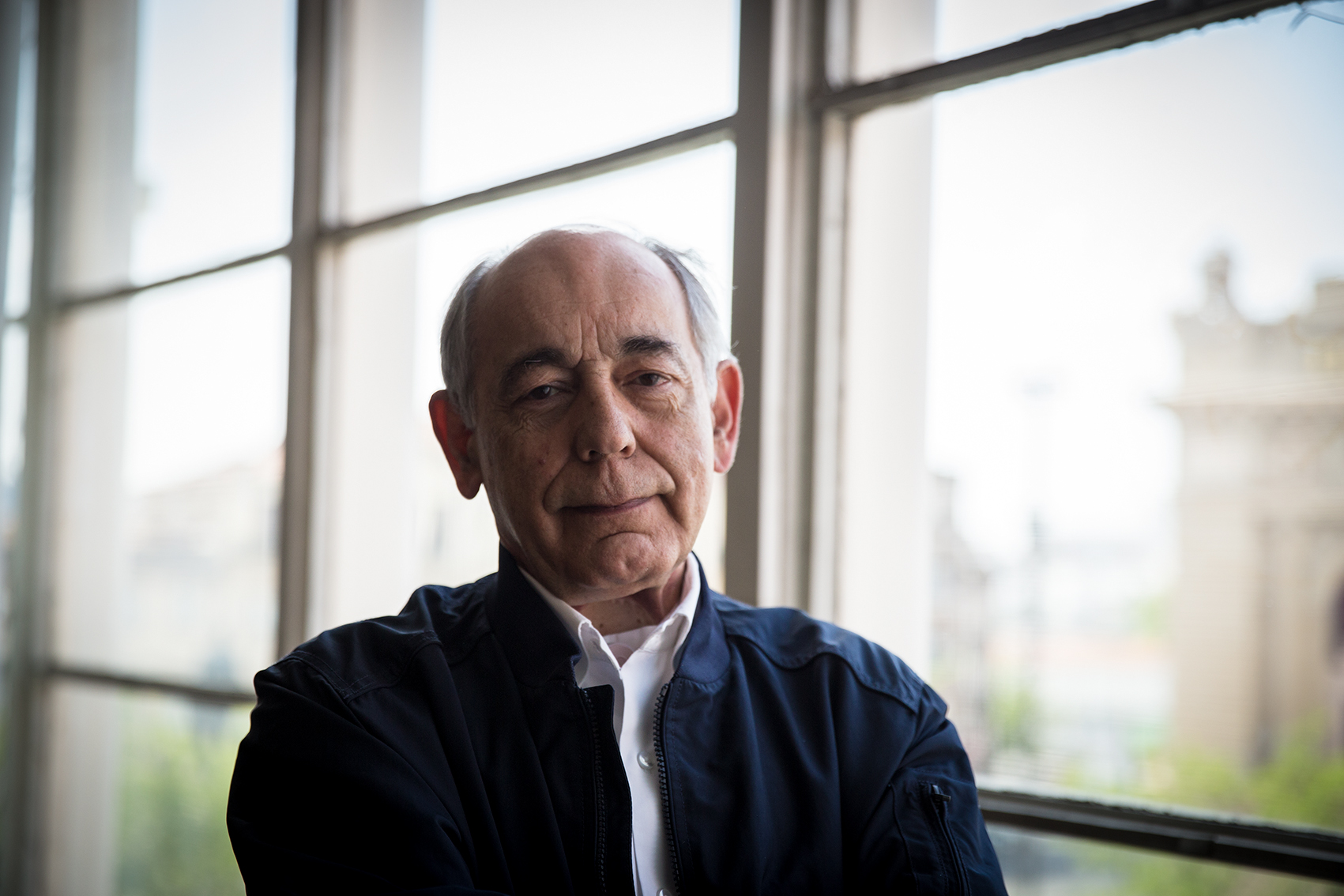
João Semedo, médico e político português

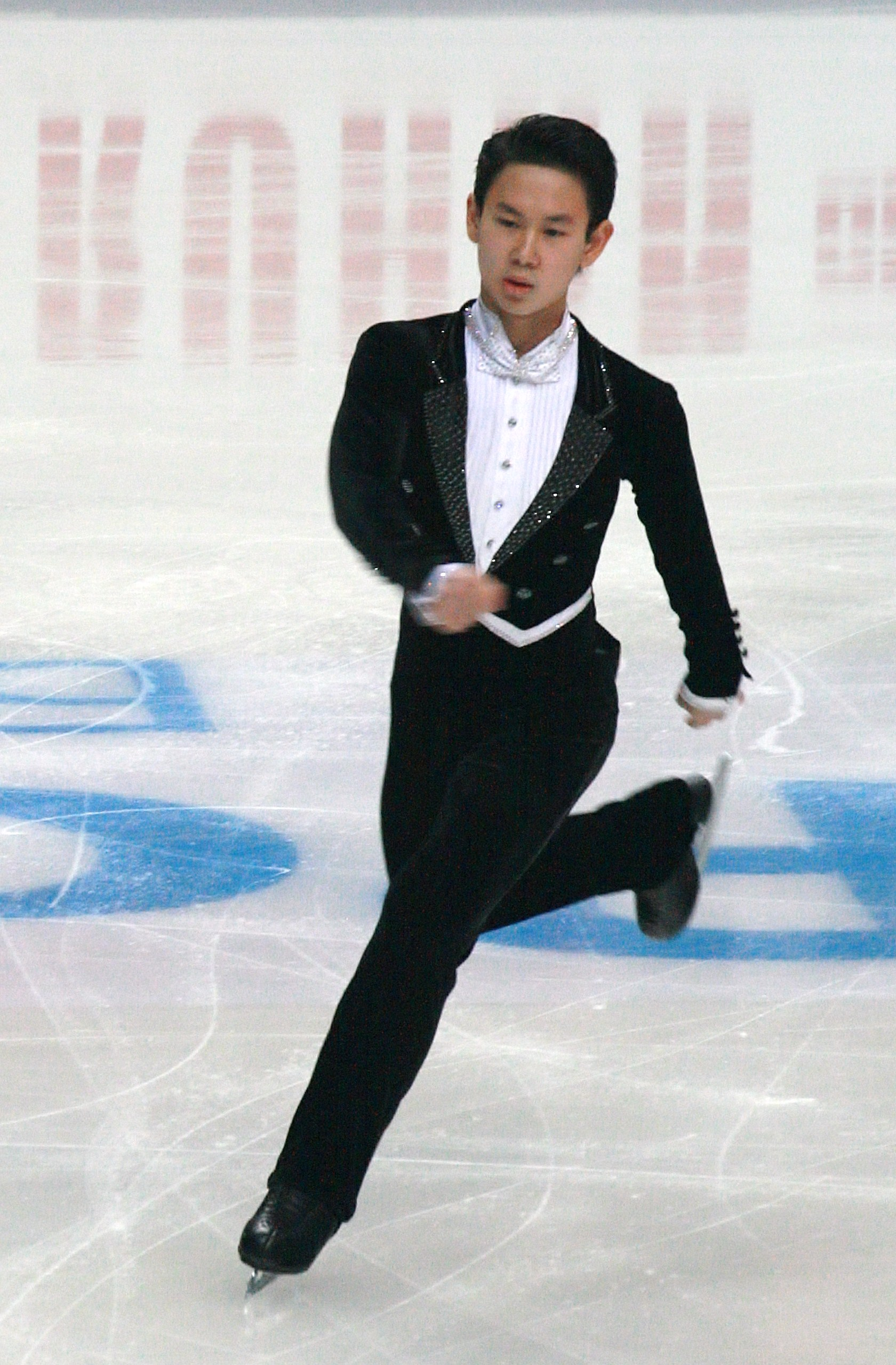
Denis Ten, patinador artístico cazaque

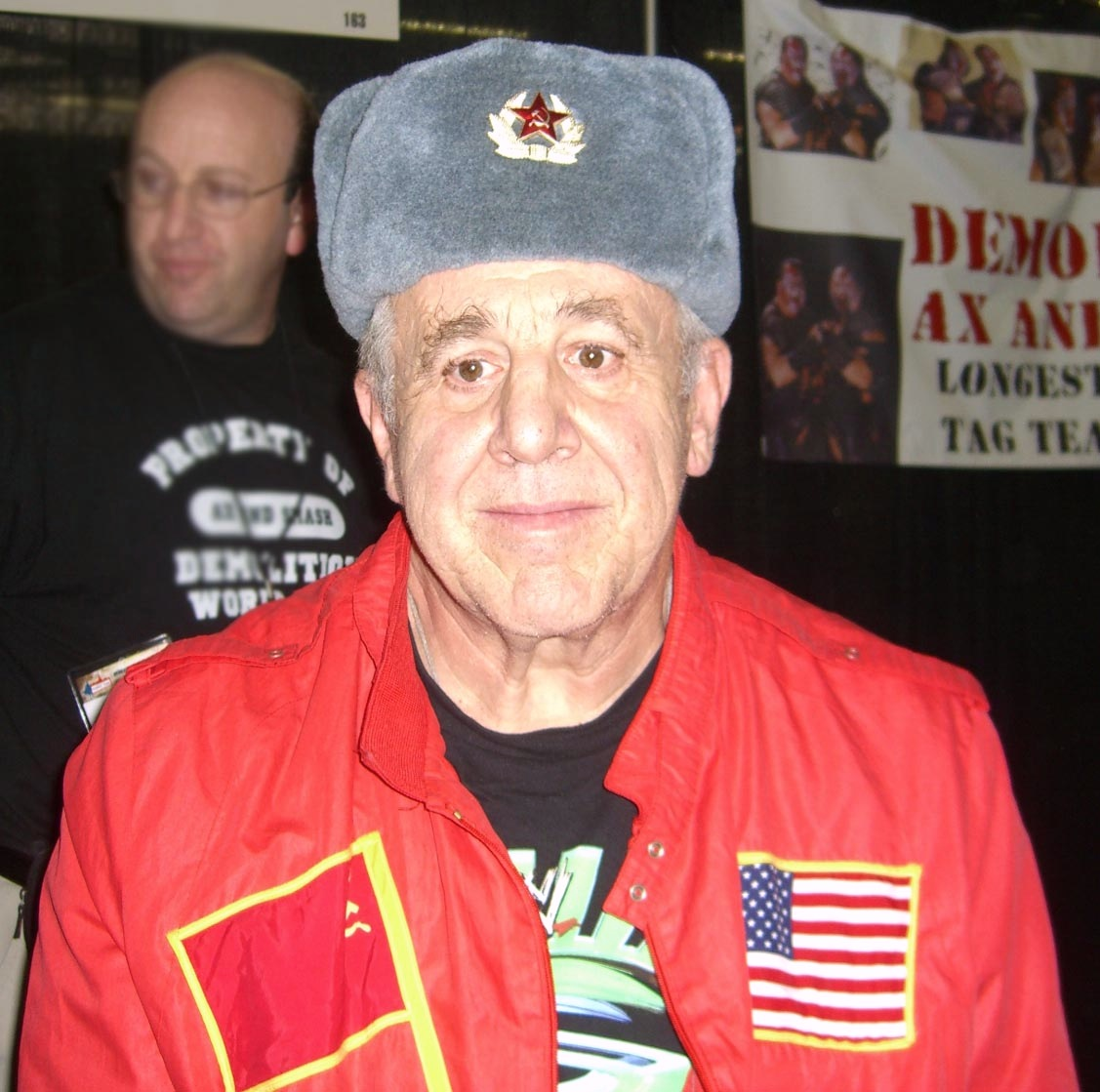
Nikolai Volkoff, lutador de luta-livre americano

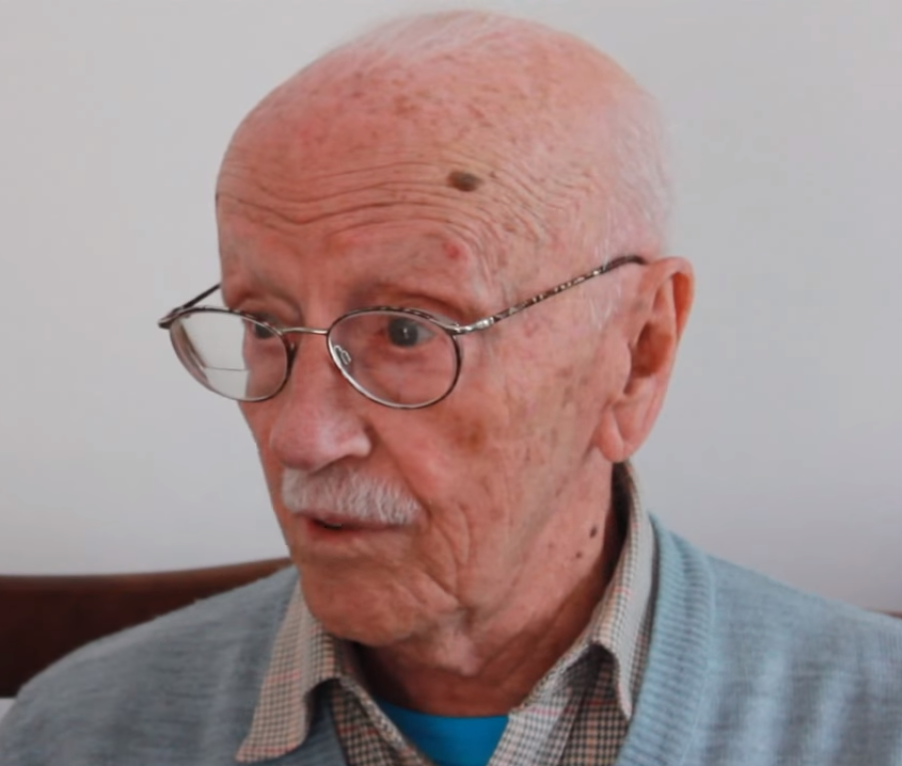
Hélio Bicudo, político e jurista brasileiro

| Dia | Nome                                         | Profissão ou motivo de reconhecimento | Nacionalidade      | Ano de nasc. | Ref             |
| --- | -------------------------------------------- | ------------------------------------- | ------------------ | ------------ | --------------- |
| 1   | Peter Firmin                                 | Artista                               | Reino Unido        | 1928         | [ 1 ]           |
| 1   | François Corbier                             | Cantor                                | França             | 1944         | [ 2 ]           |
| 1   | Gillian Lynne                                | Bailarina                             | Reino Unido        | 1926         | [ 3 ]           |
| 1   | Roy Carr                                     | Jornalista                            | Reino Unido        | 1945         | [ 4 ]           |
| 1   | Armando                                      | Pintor                                | Países Baixos      | 1928         | [ 5 ]           |
| 1   | Julian Tudor Hart                            | Médico                                | Reino Unido        | 1927         | [ 6 ]           |
| 1   | Dick Feagler                                 | Jornalista e dramaturgo               | Estados Unidos     | 1938         | [ 7 ]           |
| 1   | Bozhidar Dimitrov                            | Historiador                           | Bulgária           | 1945         | [ 8 ]           |
| 1   | Gordon Hillman                               | Antropólogo                           | Reino Unido        | 1943         | [ 9 ]           |
| 1   | Anacleto Sima Ngua                           | Bispo                                 | Guiné Equatorial   | 1936         | [ 10 ]          |
| 1   | Terence Thomas, Barão Thomas de Macclesfield | Político                              | Reino Unido        | 1937         | [ 11 ]          |
| 1   | Gianfranco Petris                            | Futebolista                           | Itália             | 1936         | [ 12 ]          |
| 1   | Amos Cardarelli                              | Futebolista                           | Itália             | 1930         | [ 13 ]          |
| 2   | Alan Longmuir                                | Músico e baixista                     | Reino Unido        | 1948         | [ 14 ]          |
| 2   | Bill Watrous                                 | Trombonista                           | Estados Unidos     | 1939         | [ 15 ]          |
| 2   | Patrick Finnegan                             | General                               | Japão              | 1949         | [ 16 ]          |
| 2   | Ángel Seifart                                | Político                              | Paraguai           | 1941         | [ 17 ] [ 18 ]   |
| 2   | Katsura Utamaru                              | Comediante                            | Japão              | 1936         | [ 19 ]          |
| 2   | Henri Froment-Meurice                        | Diplomata                             | França             | 1923         | [ 20 ]          |
| 2   | Sutanto Djuhar                               | Empresário                            | China/ Indonésia   | 1928         | [ 21 ]          |
| 2   | Antonio Halili                               | Político                              | Filipinas          | 1945         | [ 22 ]          |
| 2   | Liu Boli                                     | Químico                               | China              | 1931         | [ 23 ]          |
| 2   | Denis Mitchison                              | Microbiologista                       | Inglaterra         | 1919         | [ 24 ]          |
| 2   | Maurice Lemaître                             | Pintor                                | França             | 1926         | [ 25 ]          |
| 3   | Meic Stephens                                | Jornalista                            | Reino Unido        | 1938         | [ 26 ]          |
| 3   | Alan Diaz                                    | Fotógrafo                             | Estados Unidos     | 1947         | [ 27 ]          |
| 3   | Eva Serra                                    | Historiadora                          | Espanha            | 1942         | [ 28 ]          |
| 3   | Henri Martre                                 | Engenheiro                            | França             | 1928         | [ 29 ]          |
| 3   | José María López de Letona                   | Engenheiro civil                      | Espanha            | 1922         | [ 30 ]          |
| 3   | Takahiro Satō                                | Mangaká                               | Japão              | 1976         | [ 31 ]          |
| 3   | Thérèse Kleindienst                          | Bibliotecária                         | França             | 1916         | [ 32 ]          |
| 3   | Pierre-Ernest Abandzounou                    | Político                              | República do Congo | 1940         | [ 33 ]          |
| 3   | Bradford A. Smith                            | Astrônomo                             | Estados Unidos     | 1931         | [ 34 ]          |
| 3   | Dave Van Dam                                 | Imitador                              | Estados Unidos     | 1954         | [ 35 ]          |
| 3   | Antonella Rebuzzi                            | Política                              | Itália             | 1950         | [ 36 ]          |
| 3   | Guilherme Uchoa                              | Político                              | Brasil             | 1947         | [ 37 ]          |
| 4   | Robby Müller                                 | Cineasta                              | Curaçau            | 1940         | [ 38 ]          |
| 4   | Rogelio Mangahas                             | Artista e poeta                       | Filipinas          | 1939         | [ 39 ]          |
| 4   | Henri Dirickx                                | Futebolista                           | Bélgica            | 1927         | [ 40 ]          |
| 4   | Georges-Emmanuel Clancier                    | Poeta e jornalista                    | França             | 1914         | [ 41 ]          |
| 4   | Wang Jian                                    | Empresário                            | China              | 1961         | [ 42 ]          |
| 4   | David Smith                                  | Botânico                              | Reino Unido        | 1930         | [ 43 ]          |
| 4   | Harry M. Miller                              | Assessor de imprensa                  | Nova Zelândia      | 1934         | [ 44 ]          |
| 4   | Carmen Campagne                              | Cantora                               | Canadá             | 1959         | [ 45 ]          |
| 4   | Ernst Wolfgang Hamburger                     | Físico                                | Brasil/ Alemanha   | 1933         | [ 46 ]          |
| 4   | Jim Malloy                                   | Engenheiro                            | Estados Unidos     | 1931         | [ 47 ]          |
| 4   | E. Riley Anderson                            | Juiz                                  | Estados Unidos     | 1932         | [ 48 ]          |
| 4   | Boukary Adji                                 | Político                              | Níger              | 1939         | [ 49 ]          |
| 4   | Donovan Webster                              | Jornalista                            | Estados Unidos     | 1959         | [ 50 ]          |
| 4   | Ali Qanso                                    | Político                              | Líbano             | 1948         | [ 51 ]          |
| 5   | Claude Lanzmann                              | Cineasta                              | França             | 1925         | [ 52 ]          |
| 5   | Adamu Ciroma                                 | Político                              | Nigéria            | 1934         | [ 53 ]          |
| 5   | Ed Schultz                                   | Comentarista                          | Estados Unidos     | 1954         | [ 54 ]          |
| 5   | Donald J. Farish                             | Político                              | Canadá             | 1942         | [ 55 ]          |
| 5   | Jean-Louis Pierre Tauran                     | Cardeal                               | França             | 1943         | [ 56 ]          |
| 5   | Michel Suffran                               | Médico                                | França             | 1931         | [ 57 ]          |
| 5   | François Budet                               | Cantor e compositor                   | França             | 1940         | [ 58 ]          |
| 5   | Trinidad Martínez Tarragó                    | Economista                            | Espanha            | 1928         | [ 59 ]          |
| 5   | Kenneth Shearwood                            | Jogador de críquete                   | Reino Unido        | 1921         | [ 60 ]          |
| 5   | Gerald Messadié                              | Jornalista                            | Egito              | 1931         | [ 61 ]          |
| 6   | Shoko Asahara                                | Terrorista                            | Japão              | 1955         | [ 62 ]          |
| 6   | Santiago Moncada                             | Roteirista                            | Espanha            | 1928         | [ 63 ]          |
| 6   | Clifford Rozier                              | Basquetebolista                       | Estados Unidos     | 1972         | [ 64 ]          |
| 6   | Ron Lollar                                   | Político                              | Estados Unidos     | 1948         | [ 65 ]          |
| 6   | Kimishige Ishizaka                           | Cientista                             | Japão              | 1925         | [ 66 ]          |
| 6   | Giuseppina Projetto-Frau                     | Supercentenária                       | Itália             | 1902         | [ 67 ]          |
| 6   | Steve Ditko                                  | Desenhista de quadrinhos              | Estados Unidos     | 1927         | [ 68 ]          |
| 6   | Vince Martin                                 | Cantor e compositor                   | Estados Unidos     | 1937         | [ 69 ]          |
| 6   | Vlatko Ilievski                              | Cantor e ator                         | Macedônia do Norte | 1985         | [ 70 ]          |
| 6   | Amritlal Vegad                               | Escritor e pintor                     | Índia              | 1928         | [ 71 ]          |
| 6   | Antonio Toledo Corro                         | Político                              | México             | 1919         | [ 72 ]          |
| 6   | Bruce Hunter                                 | Nadador                               | Estados Unidos     | 1939         | [ 73 ]          |
| 6   | Omran al-Zoubi                               | Político                              | Síria              | 1959         | [ 74 ]          |
| 6   | Evgeny Golod                                 | Matemático                            | Rússia             | 1935         | [ 75 ]          |
| 7   | Tyler Honeycutt                              | Basquetebolista                       | Estados Unidos     | 1990         | [ 76 ]          |
| 7   | John Dunlop                                  | Treinador de cavalos                  | Reino Unido        | 1939         | [ 77 ]          |
| 7   | Levko Lukyanenko                             | Político                              | Ucrânia            | 1928         | [ 78 ]          |
| 7   | Hacène Lalmas                                | Futebolista                           | Argélia            | 1943         | [ 79 ]          |
| 7   | Brett Hoffmann                               | Cantor                                | Estados Unidos     | 1967         | [ 80 ]          |
| 7   | William Dunlop                               | Motociclista                          | Reino Unido        | 1985         | [ 81 ]          |
| 7   | Rani Sarker                                  | Atriz                                 | Índia              | 1932         | [ 82 ]          |
| 7   | Feliciano Amaral                             | Cantor                                | Brasil             | 1920         | [ 83 ]          |
| 7   | Terry Todd                                   | Atleta                                | Estados Unidos     | 1937         | [ 84 ]          |
| 7   | Firuz Mustafayev                             | Político                              | Azerbaijão         | 1933         | [ 85 ]          |
| 7   | Prince Michel of Bourbon-Parma               | Príncipe                              | França             | 1926         | [ 86 ]          |
| 7   | Luigi Ossola                                 | Jogador de futebol                    | Itália             | 1938         | [ 87 ]          |
| 8   | Carlo Vanzina                                | Diretor de cinema                     | Itália             | 1951         | [ 88 ]          |
| 8   | M. M. Jacob                                  | Político                              | Índia              | 1927         | [ 89 ]          |
| 8   | Alan Gilzean                                 | Futebolista                           | Reino Unido        | 1938         | [ 90 ]          |
| 8   | Frank Ramsey                                 | Basquetebolista                       | Estados Unidos     | 1931         | [ 91 ]          |
| 8   | Lonnie Shelton                               | Basquetebolista                       | Estados Unidos     | 1955         | [ 92 ]          |
| 8   | Robert D. Ray                                | Advogado e político                   | Estados Unidos     | 1928         | [ 93 ]          |
| 8   | Barry Mills                                  | Líder da Irmandade Ariana             | Estados Unidos     | 1948         | [ 94 ]          |
| 8   | Oliver Knussen                               | Compositor e maestro                  | Reino Unido        | 1952         | [ 95 ]          |
| 8   | Billy Knight                                 | Jogador de basquete                   | Estados Unidos     | 1979         | [ 96 ]          |
| 8   | Tab Hunter                                   | Ator e cantor                         | Estados Unidos     | 1931         | [ 97 ]          |
| 9   | Hans Günter Winkler                          | Ginete                                | Alemanha           | 1926         | [ 98 ]          |
| 9   | Marion Woodman                               | Autora e poeta                        | Canadá             | 1928         | [ 99 ]          |
| 9   | Michel Tromont                               | Político                              | Bélgica            | 1937         | [ 100 ]         |
| 9   | Hans-Pavia Rosing                            | Político                              | Dinamarca          | 1948         | [ 101 ]         |
| 9   | Peter Carington, 6.º Barão Carrington        | Político                              | Reino Unido        | 1919         | [ 102 ]         |
| 10  | Andrei Suslin                                | Matemático                            | Rússia             | 1950         | [ 103 ]         |
| 10  | José María Setién                            | Bispo                                 | Espanha            | 1928         | [ 104 ]         |
| 10  | Carlo Benetton                               | Empresário                            | Itália             | 1943         | [ 105 ]         |
| 10  | Karl Schmidt                                 | Futebolista                           | Alemanha           | 1932         | [ 106 ]         |
| 10  | Ladislav Toman                               | Jogador de voleibol                   | Chéquia            | 1934         | [ 107 ]         |
| 11  | Richard John Garcia                          | Bispo                                 | Estados Unidos     | 1947         | [ 108 ]         |
| 11  | Lindy Remigino                               | Velocista                             | Estados Unidos     | 1931         | [ 109 ]         |
| 12  | Alain Fauré                                  | Político                              | França             | 1962         | [ 110 ]         |
| 12  | Laura Soveral                                | Atriz                                 | Angola             | 1933         | [ 111 ]         |
| 12  | Nélio Naja                                   | Lutador                               | Brasil             | 1952         | [ 112 ]         |
| 12  | Dimitar Marashliev                           | Futebolista                           | Bulgária           | 1947         | [ 113 ]         |
| 12  | Mauno Nurmi                                  | Futebolista                           | Finlândia          | 1936         | [ 114 ]         |
| 13  | Frank Giroud                                 | Ilustrador                            | França             | 1956         | [ 115 ]         |
| 14  | Theo-Ben Gurirab                             | Professor e político                  | Namíbia            | 1938         | [ 116 ]         |
| 15  | Sobrinho                                     | Cantor                                | Brasil             | 1951         | [ 117 ]         |
| 15  | Altino do Tojal                              | Jornalista                            | Portugal           | 1939         | [ 118 ]         |
| 17  | Yvonne Blake                                 | Figurinista                           | Reino Unido        | 1940         | [ 119 ]         |
| 17  | João Semedo                                  | Médico e político                     | Portugal           | 1951         | [ 120 ]         |
| 18  | Burton Richter                               | Físico                                | Estados Unidos     | 1931         | [ 121 ]         |
| 19  | Denis Ten                                    | Patinador artístico                   | Cazaquistão        | 1993         | [ 122 ]         |
| 20  | Hélio Eichbauer                              | Cenógrafo                             | Brasil             | 1941         | [ 123 ]         |
| 21  | Garen Bloch                                  | Ciclista                              | África do Sul      | 1978         | [ 124 ]         |
| 22  | Chiyo Miyako                                 | Supercentenária                       | Japão              | 1901         | [ 125 ]         |
| 22  | Bernardo Ribas Carli                         | Político                              | Brasil             | 1986         | [ 126 ]         |
| 22  | Frank Havens                                 | Atleta                                | Estados Unidos     | 1924         | [ 127 ]         |
| 23  | Maryon Pittman Allen                         | Político                              | Estados Unidos     | 1925         | [ 128 ]         |
| 24  | Mary Ellis                                   | Piloto                                | Reino Unido        | 1917         | [ 129 ]         |
| 24  | Vincenzo Silvano Casulli                     | Astrônomo                             | Itália             | 1944         | [ 130 ]         |
| 25  | Sergio Marchionne                            | Empresário                            | Itália/ Canadá     | 1952         | [ 131 ]         |
| 25  | Líber Vespa                                  | Futebolista e treinador               | Uruguai            | 1971         | [ 132 ]         |
| 26  | Alfredo del Águila                           | Futebolista                           | México             | 1935         | [ 133 ]         |
| 26  | Orlando Ramírez                              | Futebolista                           | Chile              | 1943         | [ 134 ]         |
| 27  | Algimantas Nasvytis                          | Arquiteto                             | Lituânia           | 1928         | [ 135 ]         |
| 27  | Alan Bennion                                 | Ator                                  | Reino Unido        | 1930         | [ 136 ]         |
| 28  | Fernando Botelho                             | Futebolista                           | Brasil             | 1913         | [ 137 ]         |
| 29  | Nikolai Volkoff                              | Lutador profissional                  | Estados Unidos     | 1947         | [ 138 ]         |
| 29  | Brian Lawler                                 | Lutador profissional                  | Estados Unidos     | 1972         | [ 139 ]         |
| 29  | António José Rafael                          | Bispo                                 | Portugal           | 1925         | [ 140 ]         |
| 30  | Andreas Kappes                               | Ciclista                              | Alemanha           | 1965         | [ 141 ]         |
| 31  | Hélio Bicudo                                 | Jurista e político                    | Brasil             | 1922         | [ 142 ] [ 143 ] |
| 31  | Rafael Amador                                | Futebolista                           | México             | 1959         | [ 144 ]         |
| 31  | Nino Staffieri                               | Bispo católico                        | Itália             | 1931         | [ 145 ]         |